# Інчиквін

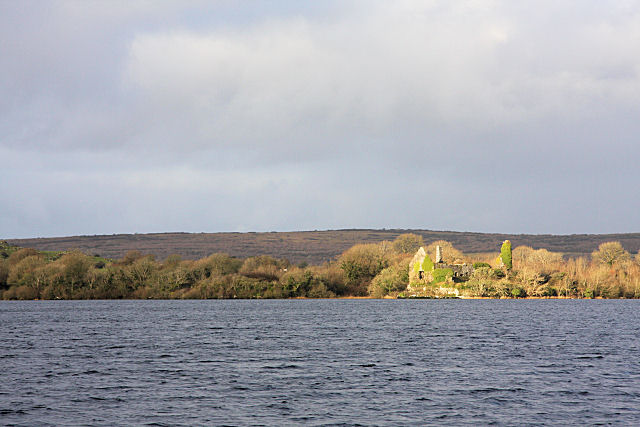
Замок Інчиквін на берегах озера Лох-Інчиквін.

Інчиквін (англ. Inchiquin Castle, ірл. Caisleán na Inse Uí Chuinn) — замок на острові Ві Хунн, замок Острова Онуків Собак — один із замків Ірландії, розташований в графстві Клер, в баронстві Інчиквін, на берегах озера Лох-Інчиквін, в приході Кілнабі, недалеко від міста Корофін. Баронство Інчіквін одне з 11 баронств графства Клер. Озеро Інчіквін близько двох миль у діаметрі. На північній стороні озера є острів, на якому і розташований замок Інчиквін. Колись це був міцний замок, нині від нього лишилися вбогі руїни. Лишилися руїни головної вежі, давній будинок для житла біля вежі. Замок стоїть на фоні лісистих пагорбів Грей Воллс.
Саме від цього замку та острова баронство взяло свою назву. Замком володів клан О'Браєн, потім маркіз Томонд, що володів також титулом граф Інчіквін. Протягом тривалого часу замок був резиденцією вождів клану О'Браєн, маркізів Томонд. Час побудови замку точно не відомий. Побудову замку приписують Теге О'Браєну — королю королівства Томонд (в ті часи Томонд було незалежним королівством). Теге о'Браєн помер, згідно «Літопису Чотирьох Майстрів», у 1466 році. Замок був його резиденцією. Чимало особливостей архітектури замку є типовими для ірландських замків середини XV століття.
У 1654 році замок був у володіннях Мурроу О'Браєна, що отримав тоді ж титул І графа Інчіквін. Він володів 40 000 акрів землі в графстві Клер, 1000 акрами землі в графстві Лімерік, 15 000 акрами землі в графстві Корк. У 1680 році його син Вільям — син Мурроу О'Браєна отримав ще 4890 акрів землі в графстві Клер. Його правнук — Вільям О'Браєн — IV граф Інчіквін одружився з I графинею Оркні в 1720 році. Його володіння успадкував його зять Мурроу О'Браєн, що отримав титул маркіз Томонд в 1800 році. Він був двічі одружений. Його першою дружиною була його кузина Мері — II графиня Оркні. У них була дочка Мері. Другою його дружиною була Мері Палмер — племінниця сера Джошуа Рейнольдса.
Після смерті Мурроу О'Браєна йому успадкував його племінник Вільям О'Браєн, що отримав титул II маркіза Томонд. Він не мав синів, титул успадкував його брат Джеймс, що отримав титул III маркізу Томонд в 1846 році. Він помер в 1855 році і не лишив спадкоємців чоловічої статі. Таким чином титули маркіза Томонд та графа Інчіквін зникли. У 1862 році титул барона Інчіквін отримав сер Луціус О'Браєн, що мав титул V баронета Дромоленд. У 1857 році опікуни продали володіння Джеймса О'Браєна. Сільськогосподарські землі купили Річард Дарсі, Френсіс Блекберн, Томас Кі, Джеймс О'Горман. Ще у 1837 році про замок Інчіквін писали, що він перебуває в «сильно зруйнованому стані». Після смерті володарів замок остаточно став нікому не потрібен і перетворився в повні руїни.